# Ehrenfriedhof Weisweiler

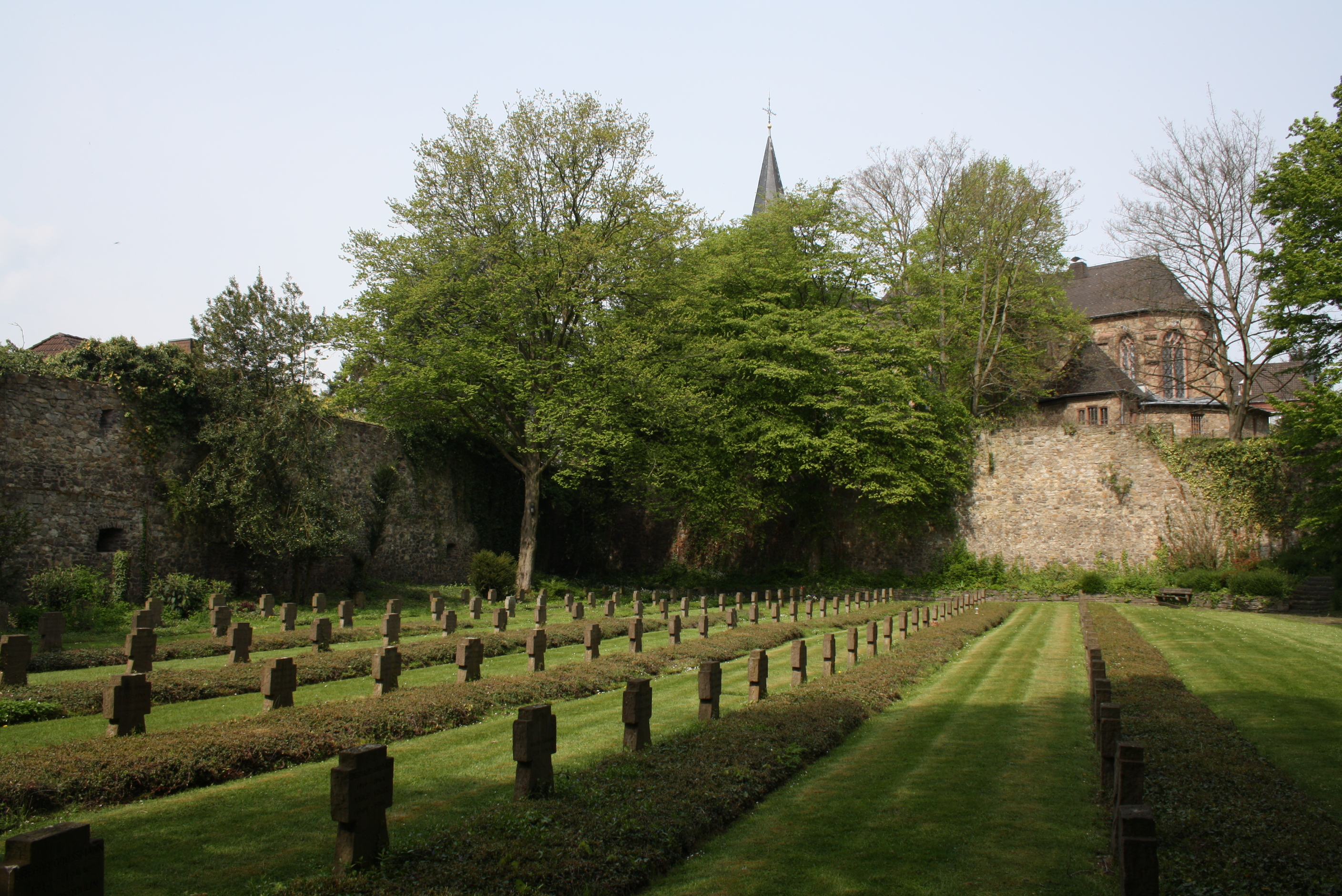
Ehrenfriedhof Weisweiler

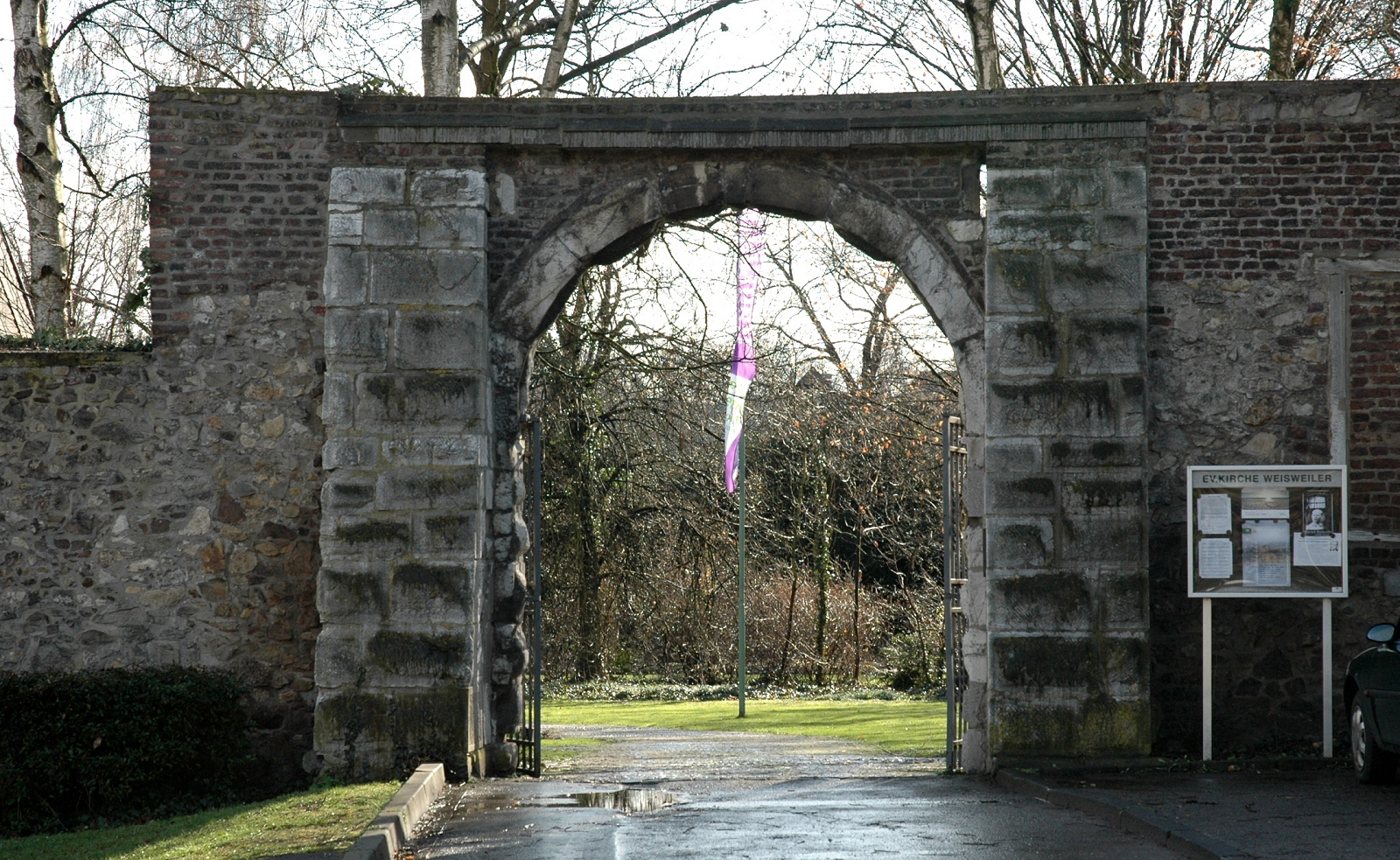
Eingang zum Innenareal der Burg Weisweiler

Der Ehrenfriedhof Weisweiler oder Ehrenfriedhof Alte Burg ist ein Soldatenfriedhof innerhalb der Mauerreste der Burg Weisweiler in Weisweiler, einem seit 1972 östlichen Stadtteil von Eschweiler in der Städteregion Aachen in Nordrhein-Westfalen. Hier liegen 290 Kriegstote aus dem Zweiten Weltkrieg, darunter 33 namenlose sowie Tote der Kriegsmarine, gefallene Soldaten niederländischer
Herkunft, getötete sowjetische Legionäre und Hilfswillige, die in der
Wehrmacht gekämpft hatten und der Türke Talap Kalion in Grab 21 der Reihe 5, der im
Wolga-Tataren-Bataillon 627 am 13. November 1944 im benachbarten Inden im Alter von 37 fiel.
Ein weiterer Ehrenfriedhof auf Stadtgebiet ist der Ehrenfriedhof Hehlrath.

## Geschichte
Über den sogenannten „Stolberg-Korridor“ erreichten alliierte Truppen aus Richtung Südwesten den Ort Weisweiler, wo daraufhin die Kämpfe von September bis November 1944 tobten. Da der Platz auf dem Friedhof der Ortschaft für die Beisetzung deutscher Gefallenen bald nicht mehr ausreichte, wurde eine rechteckige Obstbaumwiese von rund 5.000 m2 Fläche innerhalb der Ruine der Weisweiler Burg im Besitz von Haus Palant am 29. Oktober 1944 noch während des Krieges als Kriegsgräberstätte in einer eigens vereinbarten Waffenruhe mit Militärkapelle und Ehrenformation eingeweiht und sowohl katholisch als auch evangelisch eingesegnet. Bestattet wurde dort bis zum 25. November desselben Jahres, jenem Tag, an dem Weisweiler fiel und sich die Wehrmacht zurückzog. Als erste Grabsteine dienten Birkenkreuze.
Nach Ende des Zweiten Weltkriegs wurden einige dort beigesetzte
US-amerikanische Soldaten anderenorts überführt. Der Volksbund Deutsche Kriegsgräberfürsorge nahm sich der Kriegsgräberstätte 1950 an und ersetzte die Birkenholzkreuze durch Steinkreuze, die bis heute noch in dieser Form vorhanden sind. 1957 wurde das Denkmal aufgestellt – eine Granitplatte mit drei Kriegerköpfen. Es schuf die Aachener Bildhauerin Erika Vonhoff.